# 达维德·马萨
达维德·马萨（義大利語：Davide Massa，1974年3月27日—），也译大卫·马萨，意大利足球裁判，生于利古里亞大區因佩里亞，目前执法意甲。2011年1月23日佛罗伦萨与莱切的比赛是他主吹的第一场意甲比赛。2012年7月2日，马萨被正式提拔执法意甲。
2023 年 4 月 23 日，他对 希腊超级联赛 德比 Olympiacos CFP- AEK Athens 1-3 进行了裁判，这引起了 Olympiacos CFP 球队对他的裁判的巨大抱怨，可耻地偏袒 AEK Athens 队并在比赛结束时造成 Olympiacos CFP 队官员、Evangelos Marinakis 主席和奥林匹亚科斯队球迷与警方发生冲突。 具体来说，Davide Massa 正在接受 AEK Athens Domagoj Vida 球员对 Olympiacos CFP Cédric Bakambu 球员在第 13 场未判罚点球的检查 分钟，AEK Athens Damian Szymański 的球员在第 38 分钟对 Olympiacos CFP Mathieu Valbuena 的球员进行了杀戮标记，因此没有被驱逐出场，授予 在第 82 届 Olympiacos CFP 足球运动员 Oleg Reabciuk 对 AEK Athens 足球运动员 Domagoj Vida 的标记中，对 AEK Athens 的不存在的处罚 第 91 分钟 AEK Athens 足球运动员 Nordin Amrabat 对 Olympiacos CFP 足球运动员 Oleg Reabciuk 的非盯人犯规 AEK Athens 第 3 个进球 . 这场比赛的 VAR 也是意大利人  Marco Piccinini，他在比赛的任何阶段都没有干预 匹配。 比赛结束后，主裁判大卫·马萨在比赛单上写道，当他离场时，他感到自己的生殖器被不认识的人击中了。 